# Pueblo Nuevo (Nicaragua)
Pueblo Nuevo es un municipio del departamento de Estelí en la República de Nicaragua.

## Geografía
- Altitud: 612 m s. n. m.
- Superficie: 202.6 km²
- Latitud: 13° 22′ 60″ N
- Longitud: 86° 28′ 60″ O.

### Límites
Limita al norte con los municipios de Somoto y Yalagüina, al sur con el municipio de San Juan de Limay, al este con el municipio de Condega, al oeste con los municipios de San Lucas y Las Sabanas.

## Historia
Según cuenta la historia los naborias vivían errantes por montes, barrancas e inmediaciones de los ríos, esto dificultaba el cobro del tributo real, lo cual era un problema para los gobernadores de la provincia. No fue su condición de indio, ni la pobreza en que vivían, ni de lo, que pasaban para sobrevivir lo que motivo al gobernador asentarlos en el lugar determinado para cobrar su tributo.
En la región de Palacagüina había numerosos naborios, fue por eso que dispusieron fundar un nuevo poblado a la orilla del río Ducualí con el nombre de La Santísima Trinidad del Valle de Pliego, pero siempre se ha llamado Pueblo Nuevo en el habla cotidiana.
En el año 1751 la población de Pueblo Nuevo se componía exclusivamente de ladinos, según afirma el Obispo Fray Agustín Morel de Santa Cruz, quien en su visita pastoral dice además que La población ocupaba un espacio de cuatro cuadras de largo por dos de ancho en terreno montoso, cálido, húmedo y rodeado de cerros que causaba tristeza.
Según nos cuentan nuestros antepasados, Pueblo Nuevo estuvo localizado a 4 kilómetros de su ubicación actual (salida a Limay) y por la peste del cólera se trasladó a su actual lugar, pero no hay documento que hable al respecto. En un manuscrito español desprendido entre los años 1804 y 1830 sobre el litigio de Guasuyuca dice: jurisdicción del Valle de Pueblo Nuevo de la Santísima Trinidad del Pliego y que pertenecía a Ciudad Segovia que según dicen es hoy Ciudad Antigua, Nueva Segovia.
Hace muchos años el Quiliguiste y el Diablo se encontraban poblados de pinos, sin embargo, la quema indiscriminada y la tala para convertirlo en protrero han contribuido a que el río bautizado como río Pueblo Nuevo se haya secado. Antes que el pueblo se extendiera hacia esas cuatro salidas, era imposible detectarlo, te dabas cuenta que habías llagado a él cuando estabas dentro, ya que todas sus salidas son de bajadas.

## Demografía
Pueblo Nuevo tiene una población actual de 24,207 habitantes. De la población total, el 49.8% son hombres y el 50.2% son mujeres. Casi el 22.5% de la población vive en la zona urbana.

## División territorial
El municipio se divide en 10 comarcas. El casco urbano se divide en 8 barrios y la zona rural en 47 comunidades.

## Recursos naturales
La flora y fauna del municipio tiende a estar en vía de extinción, predominan algunas variedades de plantas como lechoso, aguacate, mico, guaba, roble, ocote, mora, coralillo, Santa María, muñeco, ajoche y lacume. En las zonas frescas y húmedas sobresalen algunas especies tales como: helechos, pacaya, musgos, zarcillo, caña agria, uvas de montaña y calagua.

## Economía
Básicamente se centra en el cultivo de granos básicos, hortalizas, ganadería y recreación.

## Atractivos

### Circuito turístico
Esta ruta constituye un atractivo histórico de alta relevancia y busca poner en valor turístico la gesta heroica e histórica de la Revolución. Tiene por objeto aportar al bienestar de las familias nicaragüenses que se encuentran en el área de influencia, a través de la valorización de la historia de la lucha del pueblo nicaragüense por su libertad, así como diversificar la actividad turística.
Dentro de los atractivos que contempla esta ruta turística se encuentran:
- Boulevard Rigoberto López Pérez.
- Casa de Cultura "Camecalt".
- Monumento al General Augusto C. Sandino.
- Parque de la Mega Fauna.
- Parroquia de La Santísima Trinidad.
- Taller de Montucas.
- Mirador de Pueblo Nuevo.
- Mirador en cerro "La Cruz".
- Monumento conmemorativo "Héroes y Mártires de El Colorado".
- Museo Paleontológico "El Bosque".
- Finca "La Virgen Piedra Herrada".
- Parque natural "Rigoberto López Pérez".

## Personas destacadas
- Remigio Casco fue un sacerdote jesuita, prosista y ensayista.
- José Carlos Gutiérrez quien es conocido por sus escritos como Joseph Renauld Bendaña, es un profesor de Lengua y Literatura graduado en UNAN-León. También es un novelista y poeta contemporáneo. Sus obras más notable son las novelas: Mandagual y El espejo mágico de los sueños.